# Münnerstadt
Münnerstadt – miasto w Niemczech, w kraju związkowym Bawaria, w rejencji Dolna Frankonia, w regionie Main-Rhön, w powiecie Bad Kissingen. Leży w Grabfeldzie, ok. 10 km na północny wschód od Bad Kissingen, nad rzeką Lauer, przy drodze B19 i linii kolejowej Eisenach - Schweinfurt.

## Dzielnice
W skład miasta wchodzą następujące dzielnice: 
- Althausen
- Brünn
- Burghausen
- Fridritt
- Kleinwenkheim
- Großwenkheim
- Maria-Bildhausen
- Reichenbach
- Seubrigshausen
- Wermerichshausen
- Windheim

## Polityka
Burmistrzem jest Ernst Stross z SPD.
Rada miasta:
|      | CSU | SPD | Zieloni | BGM | Forum Aktiv | Razem     |
| 2002 | 8   | 3   | 1       | 6   | 3           | 21 miejsc |

## Współpraca
Miejscowości partnerskie:
- Mosonmagyaróvár, Węgry
- Stenay, Francja

## Zabytki i atrakcje
- Muzeum Henneberg
- kościół miejski z dziełami Tilmana Riemenschneidera i Wita Stwosza
- ratusz
- brama Jörgena

## Osoby urodzone w Münnerstadt
- Friedrich Philipp von Abert, teolog, arcybiskup Bambergu
- Wolfgang Amling (1542 – 1606), teolog
- Lutz Kretschmann-Johannsen (ur. 1960), polityk SPD
- Johann von Lutz (1826 – 1890), polityk
- Anton Schlembach (ur. 1932), teolog, biskup Spiry